# Свято-Ольгинський собор (Київ)
Свято-Ольгинський собор — православний собор УПЦ МП в Києві на Харківському масиві. Збудований у 2004-2010 роках. Священики — протоієрей Всеволод Рибчинський, протоієрей Федір Русан, протоієрей Олександр Ткачук, протоієрей Володимир Тукало, протоієрей Георгій Бишевой, протоієрей Ростислав Снігірьов, ієрей Віталій Коцаба.

## Історія
Парафію Святої Ольги було зареєстровано 1994 року. Перша служба здійснена у актовому залі ЖЕК-1406.
1997 року було розпочато будівництво церкви князя Всеволода-Гавриїла. 19 квітня 1998 року перша служба пройшла у підвалі будованого храму. 10 грудня 1998 року митрополит УПЦ МП Володимир освятив храм.
2000 року було побудовано недільну школу, зведено господарський корпус, в якому розміщується їдальня, спортзал, актовий зал, просфорня та кімнати для прийому паломників.
Восени 2004 року відбулося закладення собору. 24 липня 2005 року було освячено закладну капсулу.
У грудні 2010 року у соборі почалися служби.

## Сучасність
При храмі діє недільна школа, де по суботах та неділях для дітей та по вівторках, суботах та неділях для дорослих проходять заняття. Діє бібліотека.
Щосуботи та щонеділі проводяться «Афонські читання» та «Ольгинський чай» з переглядом документальних фільмів про святині Греції, святині християнської культури, проводяться бесіди зі священиками. 
При храмі діє дитяча організація православних скаутів. Під час канікул діти виїжджають у походи, табори. Скаути проводять заняття з виживання в екстремальних умовах, орієнтування на місцевості, вивчають медицину, ази рятівних робіт, флористику, журналістику, проводяться заняття з екології , вчаться самостійності, відповідальності, товариськості.
При храмі працює молодіжний клуб, де збирається молодь віком 18 – 30 років. Тут можна поговорити зі священиком та отримати відповіді на всі свої запитання.
Працює паломницька служба. Випускається «Ольгинський листок».

## Святині
Ікона Св. Всеволода з часточкою мощей, ікони прпп. Іова та Амфілохія Почаївських із часточками мощей.

## Галерея

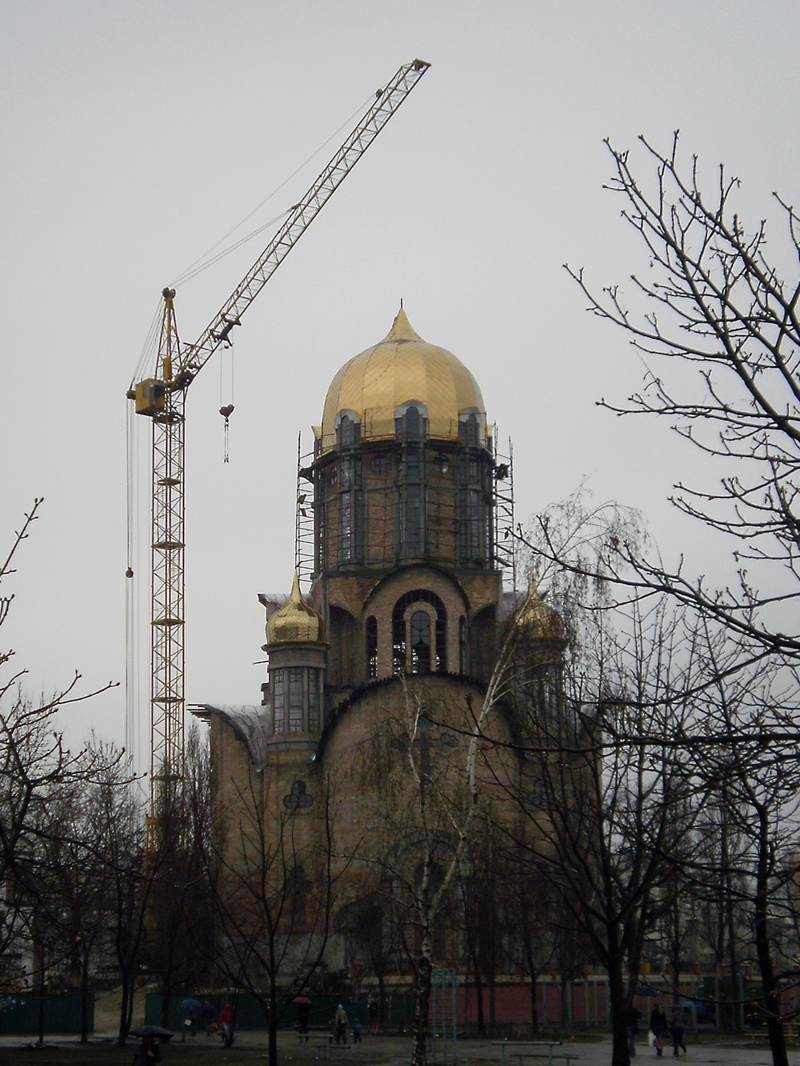
будівництво у квітні 2010
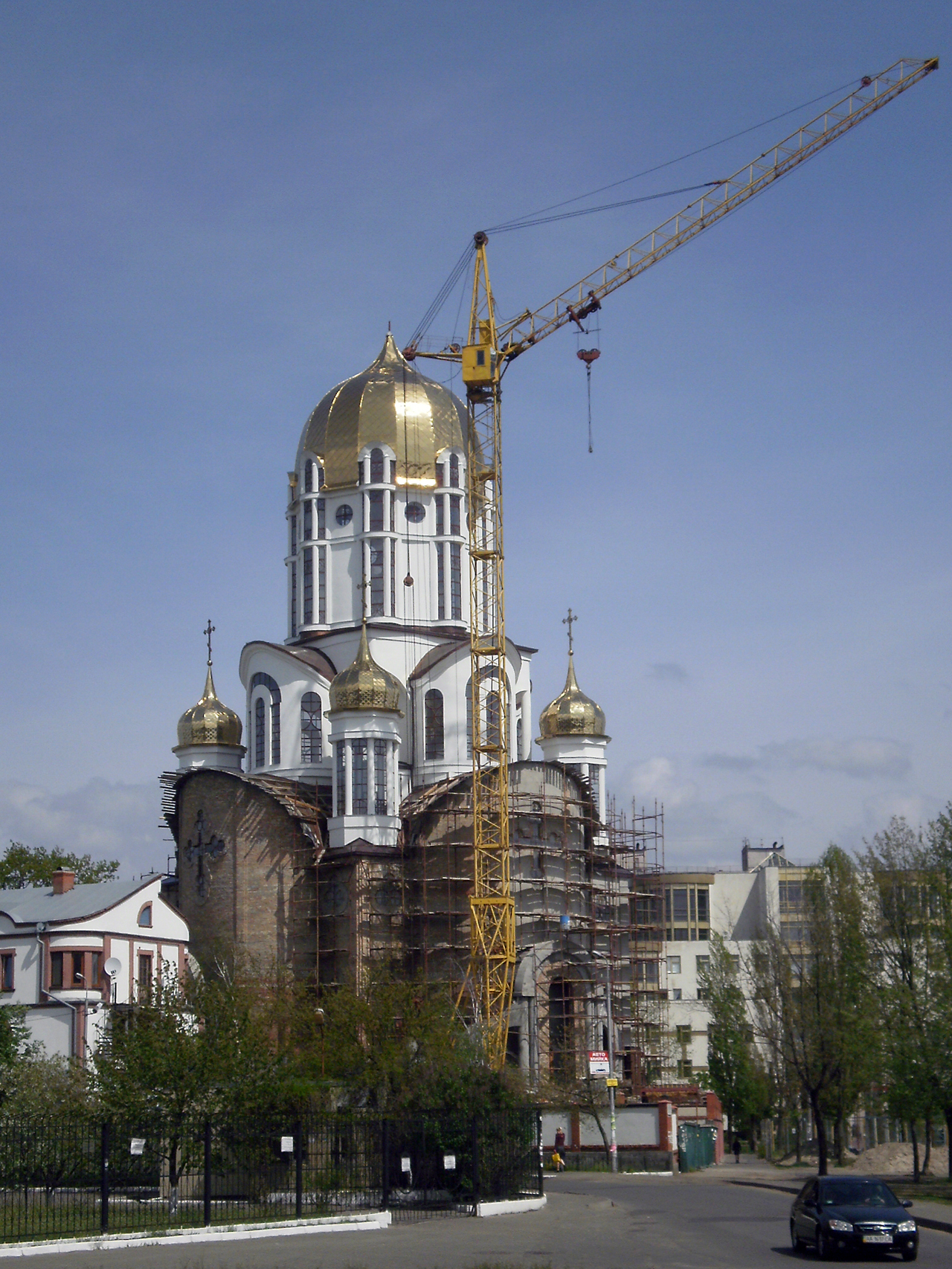
будівництво у травні 2011
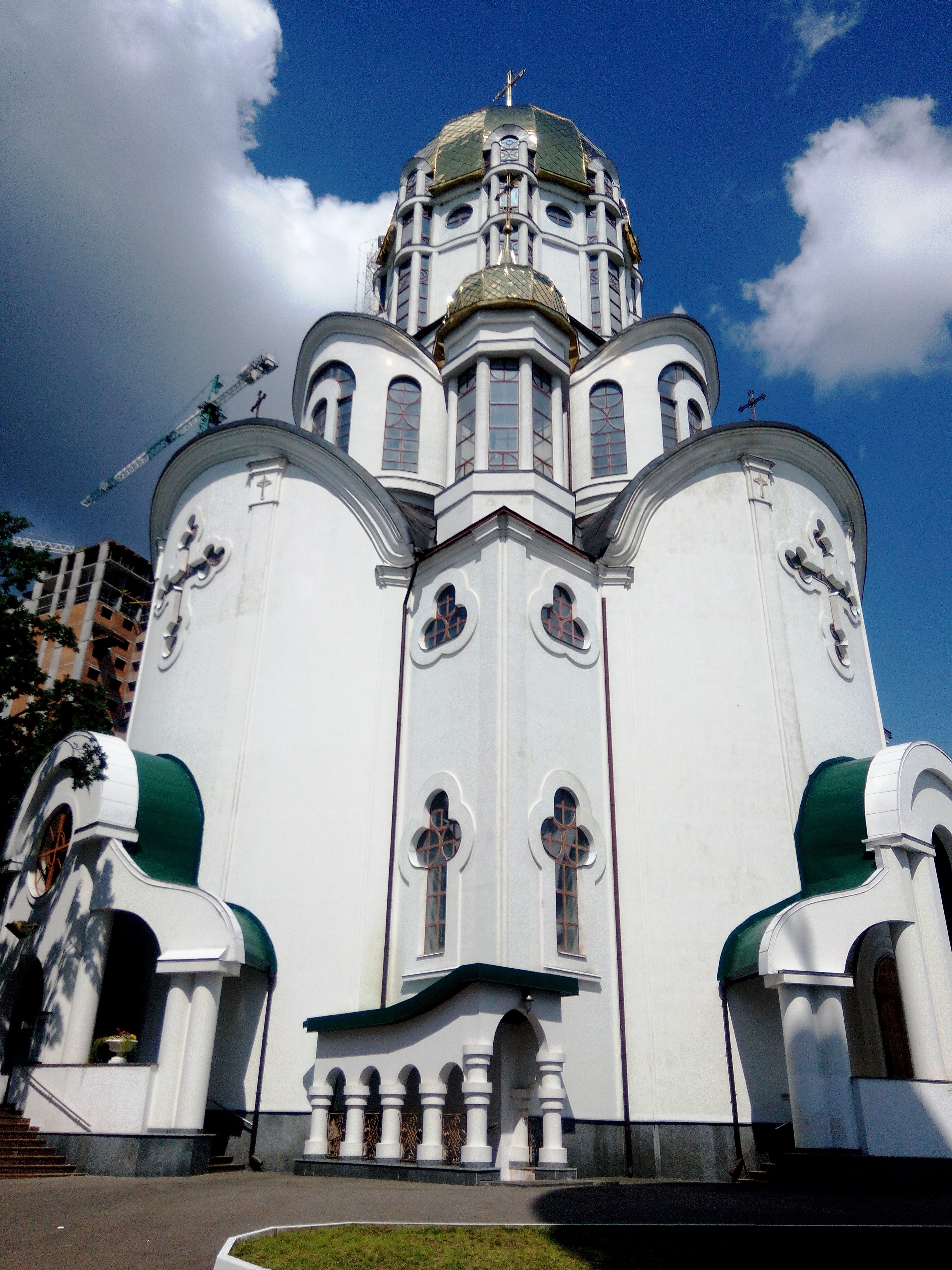
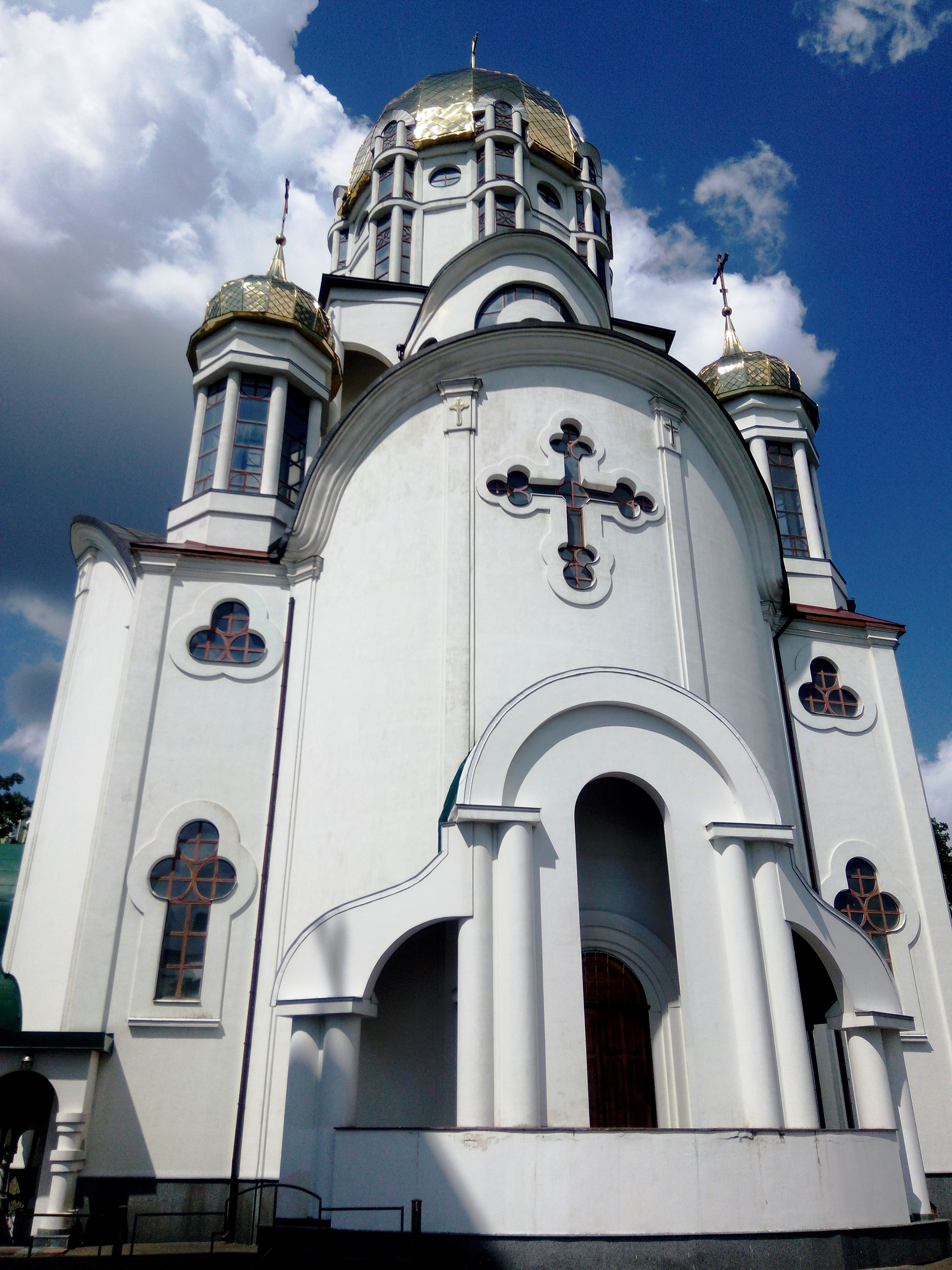
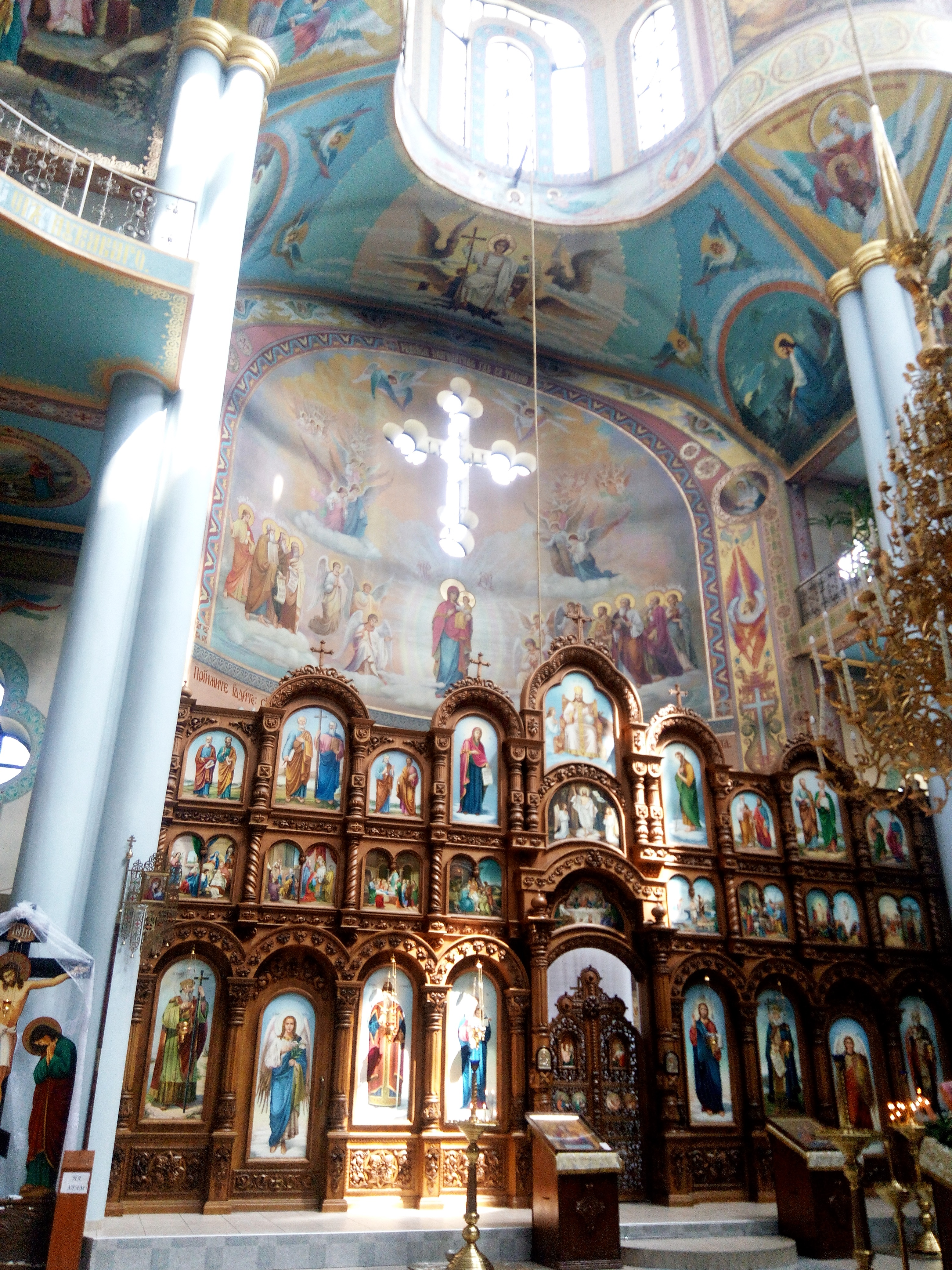
іконостас та інтер'єр
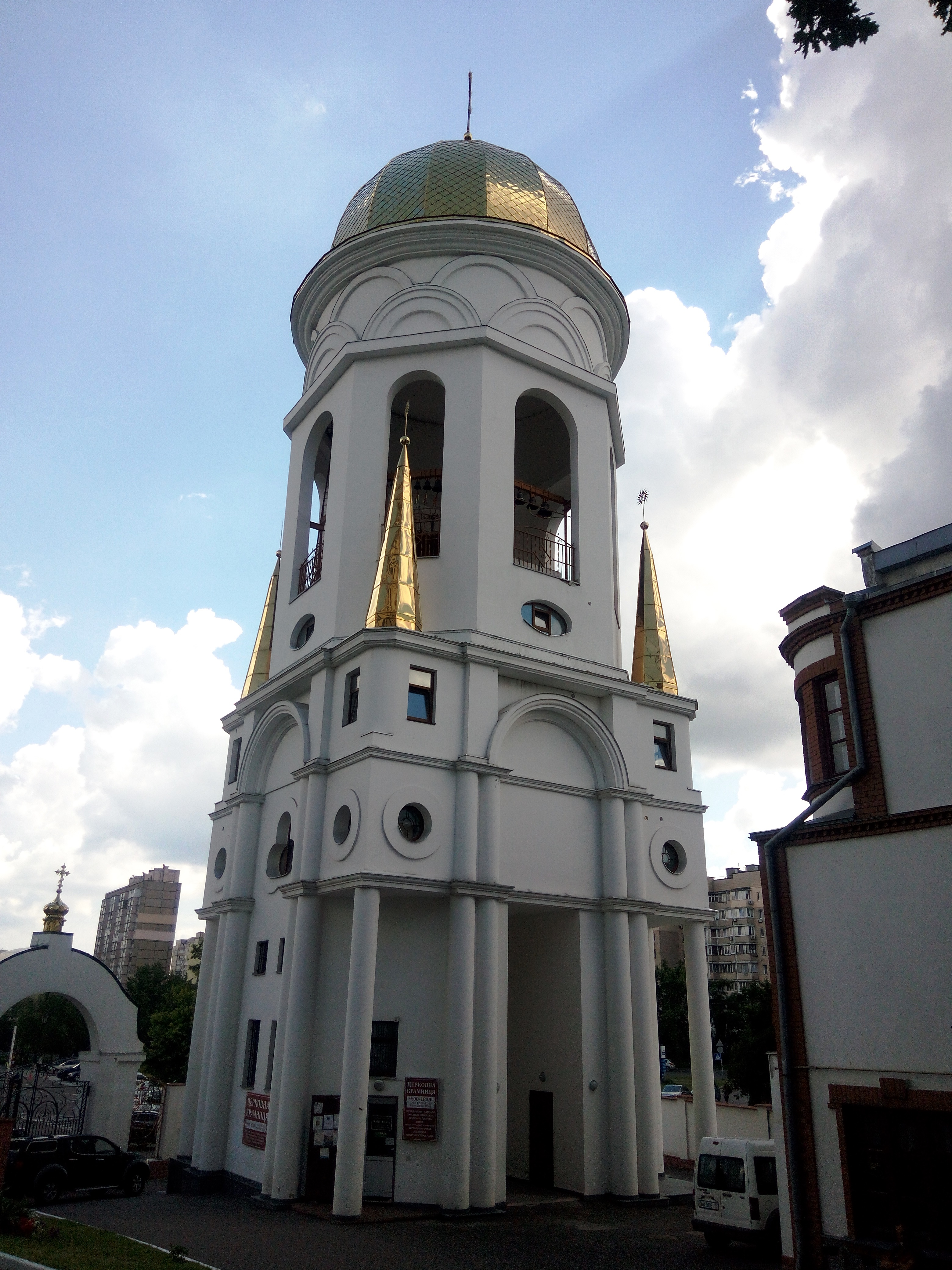
дзвіниця
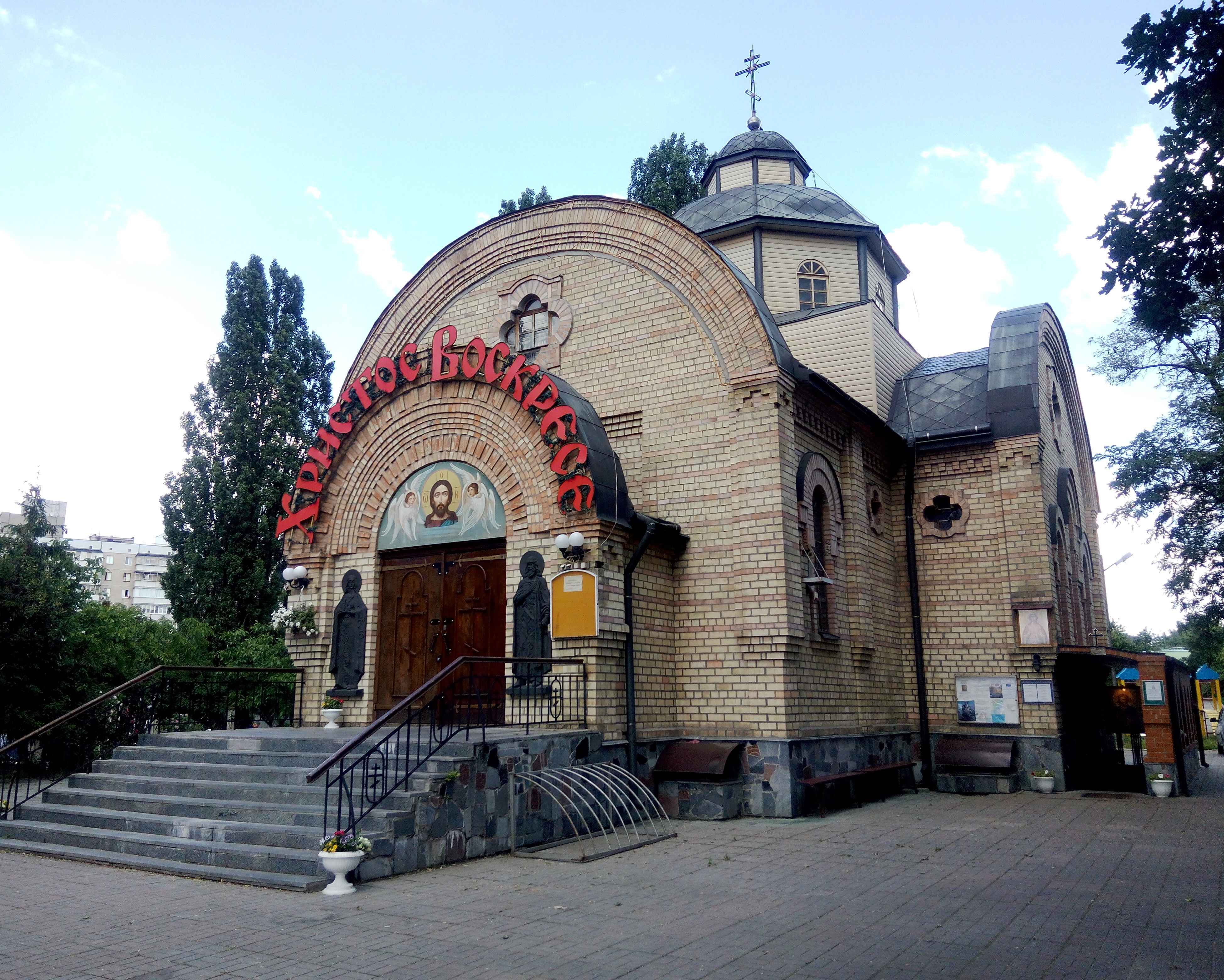
малий храм